# Nexus 7 (2013)
La segunda generación del Nexus 7 es una tableta que funciona con el sistema operativo móvil Android. Es la primera en incluir la versión 4.3 del mencionado sistema y fue desarrollado en forma conjunta entre Google y Asus. Google anunció oficialmente su lanzamiento el 25 de julio de 2013 y lo puso a la venta a partir del 30 de julio del mismo año.
Esta segunda generación, la que fue llamada inicialmente por el nombre código «Razor», cuenta con un procesador de 1.5 GHz Snapdragon S4 Pro de Qualcomm y 2 GB de RAM. Los núcleos del procesador que lleva el Nexus 7 no son Krait 200, como cabría esperar en un procesador Snapdragon S4 Pro, sino Krait 300, los mismos que incorporan los procesadores de los chips Snapdragon 600. Sin embargo, mientras que estos últimos corren a 1,7 GHz y 1,9 GHz, en el caso del Nexus 7 los núcleos Krait 300 están fijados a una frecuencia de 1,5 GHz.
También cuenta con una pantalla de 1920x1200 (323 ppi), dos cámaras (una frontal de 1.2 MP y una en la parte de trasera de 5 MP), grabación de video en 1080p, altavoces estéreo, cargado inalámbrico, y un SlimPort (en formato micro-USB) capaz de transmitir full HD a un dispositivo externo.

## Recepción
En general la acogida ha sido positiva o muy positiva por parte de la prensa especializada, los autores de videoanálisis y gran parte de los usuarios; no obstante, dos años después de su lanzamiento, mucha gente ha informado de problemas recurrentes con su dispositivo, la mayoría relacionados con el servicio de GPS y la pantalla táctil.